# Geranium hybridum
Geranium hybridum är en näveväxtart som beskrevs av W. Allen och C. Bailey in F. Lees. Geranium hybridum ingår i släktet nävor, och familjen näveväxter. Inga underarter finns listade i Catalogue of Life.